# Třída G 7
Třída G 7 byla třída torpédoborců německé Kaiserliche Marine z období první světové války. V Německu byly kategorizovány jako velké torpédové čluny. Celkem bylo postaveno šest jednotek této třídy. Společně představovaly jednu půlflotilu torpédoborců. Německé námořnictvo plavidla provozovalo v letech 1912–1945. Dva byly ztraceny za první světové války. Ostatní provozovala poválečná německá Reichsmarine a později nástupnická Kriegsmarine. V době mezi válkami byly dvakrát modernizovány a v průběhu třicátých letech převedeny k výcviku. Dva byly potopeny na konci druhé světové války a zbývající dva po druhé světové válce získal SSSR a Velká Británie. Sovětské námořnictvo svůj torpédoborec několik let provozovalo. Britský byl rovnou sešrotován.

## Stavba
Německé námořnictvo v programu pro rok 1911 objednalo stavbu flotily dvanácti torpédoborců, přičemž po šesti jednotkách měly dodat loděnice AG Vulcan Stettin ve Štětíně a Germaniawerft. Trupová čísla torpédoborců měla původně navazovat na existující číselnou řadu (od čísla 198), avšak protože námořnictvo požadovalo menší torpédoborce, od kterých očekávalo větší obratnost, byla nová plavidla číslována od jedničky. Plavidla loděnice AG Vulcan představují třídu V 1 a Germaniawerft následující třídu G 7. Zkoušky přitom později prokázaly, že zmenšení plavidel naopak vedlo ke zhoršení jejich nautických vlastností. Stavba torpédoborců byla zahájena roku 1911. Torpédoborce byly do služby přijaty roku 1912.
Jednotky třídy G 7:
| Jméno | Zahájení stavby | Spuštění na vodu  | Zařazena do služby | Status                                                                                                   |
| ----- | --------------- | ----------------- | ------------------ | --- |
| G 7   | 1911            | 7. listopadu 1911 | duben 1912         | Od roku 1936 cvičná loď. Od dubna 1939 T107. Roku 1945 předán SSSR jako Poražajuščij. Od roku 1950 hulk. |
| G 8   | 1911            | 21. prosince 1911 | srpen 1912         | Od roku 1936 cvičná loď. Od dubna 1939 T108. Roku 1946 předán Velké Británii, sešrotován.                |
| G 9   | 1911            | 31. ledna 1912    | září 1912          | Dne 3. května 1918 v Severním moři potopen minou.                                                        |
| G 10  | 1911            | 15. března 1912   | srpen 1912         | Od roku 1936 cvičná loď. Od dubna 1939 T110. Dne 5. května 1945 potopen vlastní posádkou v Travemünde.   |
| G 11  | 1911            | 23. dubna 1912    | srpen 1912         | Od roku 1936 cvičná loď. Od dubna 1939 T111. Dne 3. května 1945 potopen při náletu na Kiel.              |
| G 12  | 1911            | 15. července 1912 | říjen 1912         | Dne 8. září 1915 se v Severním moři potopil po kolizi s torpédoborcem SMS V 1.                           |

## Konstrukce

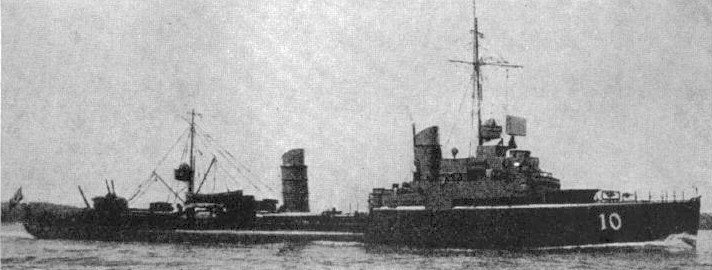
T110 (ex SMS G 10)

Hlavní výzbroj představovaly dva 88mm/27 kanóny SK L/30 C/08, čtyři jednohlavňové 500mm torpédomety a až osmnáct námořních min. Pohonný systém tvořily čtyři kotle Marine a dvě parní turbíny Germania o výkonu 16 000 hp, pohánějící dva lodní šrouby. Měly dva komíny. Nejvyšší rychlost dosahovala 32 uzlů. Dosah 1150 námořních mil při rychlosti sedmnáct uzlů.

### Modernizace

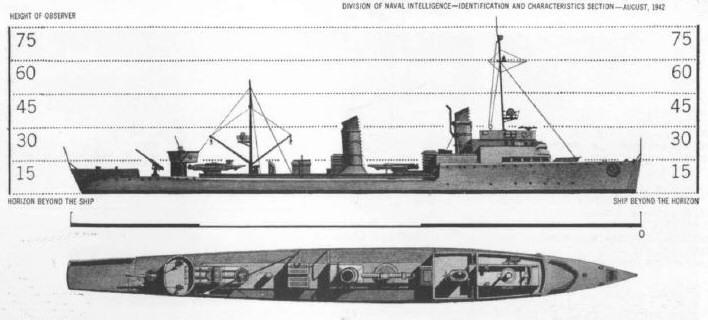
Základní uspořádání plavidla T107 (ex SMS G 7)

Německá plavidla byla roku 1916 přezbrojena dvěma 88mm/42 kanóny TK L/45 C/14.
V letech 1921–1922 proběhla modernizace přeživších torpédoborců. Jejich výzbroj tvořily dva 105mm/42 kanóny SK C/06 a dva 500mm torpédomety. Původní kotle nahradily tři nové, spalující uhlí a topný olej (neseno bylo 156 a 80 tun). Nejvyšší rychlost mírně poklesla na 31,5 uzlu. Dosah plavidel byl 1800 námořních mil při rychlosti sedmnáct uzlů. Plavidla měla standardní výtlak 660 tun a plný 775 tun.
V letech 1928–1931 byly torpédoborce znovu modernizovány. Standardní výtlak narostl na 772 tun a plný na 884 tun. Trup byl prodloužen na 75,7 metru na vodorysce a 76,1 metru celkem. Kotle byly upraveny pro spalování topného oleje. Nejvyšší rychlost dosahovala třicet uzlů. Neseno bylo 220 tun paliva. Dosah byl 1900 námořních mil při rychlosti sedmnáct uzlů.
Roku 1937 byl jeden 105mm kanón nahrazen dvěma 20mm/65 kanóny C/30. Jeden jednohlavňový 500mm torpédomet nahradil dvojitý.